# Lutczina
Lutczina (ros. Лютчина) – wieś (ros. деревня, trb. dieriewnia) w zachodniej Rosji, w sielsowiecie djakonowskim rejonu oktiabrskiego w obwodzie kurskim.

## Geografia
Miejscowość położona jest nad Worobżą (lewy dopływ Sejmu), 1 km od centrum administracyjnego sielsowietu (Djakonowo), 6 km na południowy zachód od centrum administracyjnego rejonu (Priamicyno), 20 km na południowy zachód od Kurska, 11,5 km od drogi magistralnej (federalnego znaczenia) M2 «Krym».
We wsi znajdują się 42 posesje.
Klimat
Miejscowość, jak i cały rejon, znajduje się w strefie klimatu kontynentalnego z łagodnym ciepłym latem i równomiernie rozłożonymi opadami rocznymi (Dfb w klasyfikacji klimatów Köppena).

## Demografia
W 2010 r. wieś zamieszkiwało 79 osób.